# 格兰厄姆·巴克
格兰厄姆·巴克（1946年10月23日—）是一位英国考古学家，本科毕业于剑桥大学圣约翰学院，后又进入剑桥大学攻读了博士学位，专攻青铜时代的意大利，2005年与伊斯雷爾·芬克爾斯坦共同获得丹·大卫奖。